# José Luis López-Linares del Campo
José Luis López-Linares del Campo (Madrid, 11 d'abril de 1955) és un cineasta i director de fotografia espanyol, guanyador d'un Goya a la millor fotografia i un Goya a la millor pel·lícula documental. El 2004 va fundar la societat López-Li Films per tal de produir els seus documentals.
Va dirigir la seva primera pel·lícula el 1981, amb Los ganadores del mañana, però va continuar com a director de fotografia a Amo tu cama rica (1991), Una mujer bajo la lluvia, Un paraguas para tres, El sol del membrillo i dos episodis de la sèrie Crónicas del mal (1992). El 1993 fou nominat per primer cop al Goya a la millor fotografia per Madregilda, i fou novament nominat el 1996 per La Celestina, el 2000 per Calle 54 i el 2002 per El embrujo de Shanghai. Finalment, el va guanyar el 2005 per Iberia. També ha estat director de fotografia a Los peores años de nuestra vida (1994) i ¡Buen viaje, excelencia! (2003)
Simultàniament, ha estat director de cinema de documentals. El 1997 va dirigir Asaltar los cielos, pel qual fou guardonat amb un dels Premis Ondas 1997, un dels Premis Turia, un premi al Festival de Bogotá i el segon premi-ex aequo al Seminci. Fou candidat al Goya a la millor pel·lícula documental per Extranjeros de sí mismos (2001), Hécuba, un sueño de pasión (2006), El pollo, el pez y el cangrejo real(2008), que també va participar en la Berlinale, Últimos testigos: Fraga Iribarne – Carrillo, comunista (2009), centrat en Manuel Fraga i Santiago Carrillo. i El Bosco, el jardín de los sueños (2016). El guanyaria el 2003 amb Un instante en la vida ajena. El 2016 també va rebre la Medalla del CEC al millor documental de 2016 per El Bosco, el jardín de los sueños.

## Filmografia

### Coma director
- España, la primera globalización (documental, 2021)
- Formentor, el mar de las palabras (documental, 2020)
- Goya. Le sommeil de la raison (documental, 2019)
- Altamira. El origen del Arte (documental, 2018)
- El corazón del Teatro Real (documental, 2017)
- El Bosco. El jardín de los sueños (documental, 2016)
- Últimos testigos: Fraga Iribarne – Carrillo, comunista (documental, 2009)
- El pollo, el pez y el cangrejo real (documental, 2008)
- Un instante en la vida ajena (documental, 2004)
- Extranjeros de sí mismos (documental, 2001)
- A propósito de Buñuel (documental, 2000)
- Asaltar los cielos (documental, 1997)

### Com a director de fotografia
- Iberia (documental, 2005)
- El embrujo de Shanghai (llargmetratge, 2002)
- A propósito de Buñuel (documental, 2000)
- Los peores años de nuestra vida (llargmetratge, 1994)
- Madregilda (llargmetratge, 1993)
- El sol del membrillo (llargometratge, 1992)

### Com a guionista
- Altamira (llargmetratge, 2016) coescrit amb Olivia Hetreed.